# 隋郡
隋郡，西晋至隋朝時設置的一個郡。

## 建置沿革

### 西晉
晉武帝太康九年（388年），進封隋縣王司馬邁為郡王，分义阳郡之隋、平林二县置隋國，治隋县（今湖北省随州市），属荆州。隋王死於永嘉之亂後，改隋國為隋郡。

### 南朝宋
宋孝武帝孝建元年（454年），隋郡改屬郢州。宋前廢帝永光元年（464年），隋郡改屬雍州。宋明帝泰始五年（469年），隋郡還屬郢州。宋後廢帝元徽四年（476年），隋郡改屬司州。隋郡初領隋、永陽二縣，宋末新立闕西、西平林二縣。宋順帝昇明二年（478年），改封南陽王劉翽為隨陽郡王，改隋郡為隋陽郡，隋郡太守為隋陽內史。

### 南朝齊
齊高帝建元元年（479年），改隋陽內史為隋郡太守。齊武帝建元四年（482年），封皇子蕭子隆為隋郡王，改隋郡太守為隋郡內史。東昏侯永元元年（499年），改封隋郡王蕭寶融為南康王，改隋郡內史為隋郡太守。
建武中，隋郡領四縣：隋、永陽、闕西、安化。

### 南朝梁
梁武帝太清三年（549年），西魏將領楊忠與長孫儉攻佔隋郡，隋郡改屬隋州。

### 隋朝
隋文帝开皇三年（583年），隋灭陈，废隋郡，其地屬隋州。隋煬帝大業三年（607年），改隋州為漢東郡。

## 行政長官

### 隋國內史（288年—310年代）
- 扈瑰，晉惠帝時在任。[8]

### 隋郡太守（310年代—449年）
- 夏侯宗之，晉孝武帝時在任。[9]
- 夏侯澄之，晉孝武帝時在任。[10]
- 宗愨，字元幹，南陽人，宋文帝時在任。[11]

### 隋郡太守（453年—478年）
- 柳元景，字孝仁，河東解人，宋孝武帝時在任。[12]
- 張興世，字文德，竟陵竟陵人，宋孝武帝大明末除，未就任。[13]
- 王寬，太原祁人，宋明帝泰始初在任。[14]
- 殷琰，陳郡長平人，宋明帝時在任。[15]
- 劉道宗，宋順帝時在任。[16]

### 隋郡內史（482年—499年）
- 蕭敷，字仲達，蘭陵人，南齊時在任。[17]

### 隋郡太守（499年—557年）
- 崔士招，齊東昏侯時在任。[18]
- 桓和，梁武帝太清元年（547年）在任。[19]

## 國主

### 西晉隋國（288年—311年）
| 西晉隋國（288年—311年） |      |    |        |             |      |
| 代數                    | 封爵 | 謚 | 姓名   | 在位時間    | 備註 |
| 1                       | 隋王 |    | 司馬邁 | 288年—311年 |      |

### 南朝宋隋國（449年—453年）
| 南朝宋隋國（449年—453年） |        |    |      |             |              |
| 代數                      | 封爵   | 謚 | 姓名 | 在位時間    | 備註         |
| 1                         | 隋郡王 |    | 劉誕 | 449年—453年 | 宋文帝第六子 |

### 南朝宋隋陽國（478年—479年）
| 南朝宋隋陽國（478年—479年） |          |    |      |             |              |
| 代數                        | 封爵     | 謚 | 姓名 | 在位時間    | 備註         |
| 1                           | 隋陽郡王 |    | 劉翽 | 478年—479年 | 宋明帝第十子 |

### 南朝齊隋國（482年—494年）
| 南朝齊隋國（482年—494年） |        |    |        |             |              |
| 代數                      | 封爵   | 謚 | 姓名   | 在位時間    | 備註         |
| 1                         | 隋郡王 |    | 蕭子隆 | 482年—494年 | 齊武帝第八子 |

### 南朝齊隋國（494年—499年）
| 南朝齊隋國（494年—499年） |        |    |        |             |              |
| 代數                      | 封爵   | 謚 | 姓名   | 在位時間    | 備註         |
| 1                         | 隋郡王 |    | 蕭寶融 | 494年—499年 | 齊明帝第八子 |

## 参見
- 隋州